# Franz Konz
Franz Konz (* 16. Mai 1926 in Köln; † 23. April 2013 in Kürten) war ein deutscher Sachbuchautor zu den Themen Steuern und Gesundheit.

## Leben
Konz absolvierte nach dem Abitur eine Ausbildung zum Steuerinspektor und Revisor an der Reichsfinanzschule. Am Ende des Zweiten Weltkrieges war er als Soldat in Berlin eingesetzt. Nach dem Krieg arbeitete er noch einige Zeit als Steuerinspektor, bevor er aus dem Staatsdienst ausschied und zunächst Steuerberater, später schließlich Schriftsteller wurde. Im Jahr 1952 verfasste er seine ersten Bücher, deren Inhalt hauptsächlich aus Steuertipps bestand. Daraufhin wurde er wegen Beleidigung und Beihilfe zur Steuerhinterziehung zu 17 Monaten Gefängnis verurteilt, während Steuerfahnder seine Kunden besuchten. Konz empfand die Strafe als ungerecht. 
In der Folgezeit wurde er noch mehrmals wegen Ladendiebstahls bestraft. Später verfasste er Jahrzehnte lang Bücher zur Steuerberatung, die bis 1997 bereits eine Gesamtauflage von 5,4 Millionen erreicht hatten.
Nach Magenproblemen wurde bei Konz Magenkrebs diagnostiziert, den er mit Hilfe einer Umstellung auf Urkost besiegt haben will. Daraufhin schrieb er neben seinen Steuerratgebern unter dem Pseudonym Chrysostomos auch einen Ratgeber über natürliche Ernährung, den er zunächst im Eigenverlag herausgab. Daneben gründete er den Verein „Bund für Gesundheit“. Als „Privatdozent Horst Krüger“ schrieb er Leserbriefe an medizinische Zeitschriften, in denen er für Wildkräuter und kaltes Duschen warb. 1996 schrieb er das Buch „Der große Gesundheits-Konz“ und machte die Verlegung seiner Steuerratgeber von dessen gleichzeitiger Herausgabe abhängig. Dazu wechselte er vom Heinz Wolf Fachverlag zur Verlagsgruppe Langen Müller Herbig von Herbert Fleissner.
Konz war von seiner fünften Ehefrau Narine geschieden, zuvor hatte sie ihn Ende 2012 wegen sexueller Nötigung und Körperverletzung angezeigt.

## Steuerratgeber
Der erste Steuerratgeber, den Konz schrieb, befasste sich mit Steuersparmöglichkeiten der katholischen Geistlichkeit. Danach weitete er sein Feld auf weitere Zielgruppen wie Selbständige, Beamte und schließlich alle Arbeitnehmer aus.
Einen Durchbruch als Autor erlebte er, als er in einer Postwurfsendung provokativ fragte „Soll man eine Bombe ins Finanzamt werfen?“, was aber gleichzeitig zu Streitigkeiten mit der Steuerfahndung bzw. den Strafverfolgungsbehörden führte. Die aus diesen Prozessen gesammelten Erfahrungen veranlassten ihn daraufhin, das Werk „Wie schütze ich mich gegen Steuerfahndung und Betriebsprüfung?“ zu verfassen. Die weiteren Streitigkeiten, die schließlich vor dem BGH ausgetragen wurden, veranlassten ihn ebenfalls, seine Schriften leicht – aber im Tenor unverändert – zu entschärfen. Zum Thema Steuerhinterziehung vertrat er die Auffassung, dass es ein „Vergehen, aber ein verständliches“ sei. Sein Steuerratgeber „1000 ganz legale Steuertricks/Der Große Konz“ wurde seit 1985 millionenfach verkauft. Seit 1990 erscheint das „Arbeitsbuch zur Steuererklärung/Der Kleine Konz“, eine Anleitung zum Ausfüllen von Steuerformularen. Mitautor des „Kleinen Konz“ ist Steuerberater Friedrich Borrosch. Beide Bücher werden jährlich aktualisiert. Abweichend zur herkömmlichen, als trocken und theorielastig wahrgenommenen steuerratgebenden Literatur zeichnet sich der Konzsche Darstellungsstil durch einen lockeren, mit Ironie und Sarkasmus durchzogenen Spott über die Eigenheiten der Finanzverwaltung und des Steuerrechts aus. Angela Merkel nannte im Fernsehduell vor der Bundestagswahl 2005 die „1000 ganz legalen Steuertricks“ eine Zusammenfassung aller Steuerschlupflöcher.

## Ernährungsratgeber
In Der große Gesundheits-Konz propagierte er eine strenge Form der Rohkost, die sogenannte Urkost. Konz sah Krankheiten als Folge eines nicht in Einklang mit der Natur geführten Lebens. Die Ärzteschaft sah er als Geldschneider an, die ihre Patienten krank machen wollten.
Krankheiten betrachtete er als Mittel der Natur zur Aussonderung von „Abfall“. Über das HI-Virus sagte Konz:

„Die Viren stellen sich nur bei einem durch Drogen und Genußgifte geschädigten Körper vermehrt ein, um mitzuhelfen, den Abfall zu beseitigen. Wenn es sein muss, vertilgen sie den ganzen noch lebenden Menschen, der sich schuldhaft in einen Abfallkübel verwandelte. Sie haben dazu den Auftrag von Gott erhalten.“

Über AIDS-Erkrankte äußerte Konz:

„Der Körper des AIDS-Kranken ist durch Aftersex, Genussmittel, Drogenmißbrauch und Junk-Food kaputtgemacht worden. Die HI-Viren machen sich jetzt in großer Anzahl über ihn her. Sie sind von der Natur dazu bestimmt, dem unwürdigen und gegen die Gesetze am schlimmsten verstoßenden Erdbewohner das Geschenk des Lebens schnellstens wegzunehmen, damit er nicht noch mehr Unheil anzurichten vermag. Was soll aber die gegen die Natur gerichtete, nie bewiesene Verlängerung dieses Abschaums der Menschheit um ein paar Monate auf Kosten von uns, der Allgemeinheit?“

## Kritik
Konz vertrat mit seiner Urkost bzw. Wildkräuter-UrMedizin, deren gesundheitliche Auswirkungen jedoch umstritten sind.
2004 war ein 16 Monate alter Junge, der nach den Lehren von Konz ernährt wurde, gestorben, nachdem seine Eltern sich aufgrund der Hypothesen von Konz weigerten, eine Lungenentzündung ärztlich behandeln zu lassen. Das Kind war völlig entkräftet und ausgetrocknet.
Kritisiert wurden auch die Heilungsversprechen in den Büchern von Konz, der darin auch Heilung von AIDS und Krebs sowie chronischen Krankheiten versprach.
Innerhalb der Rohkost-Bewegung stand er der vorwiegend auf Obst basierenden Sonnenkost von Helmut Wandmaker gegenüber, mit dem er kontroverse Diskussionen über „Ernährungsfragen“ führte.

## Veröffentlichungen (Auswahl)
- Konz 2010. 1000 ganz legale Steuertricks. (erscheint seit 2007 [Ausg. 2008] als „Konz [Jahreszahl]“ jährlich fortlaufend; seit 2006 auch als Beilage zu „Konz Steuersoftware“), Knaur-Taschenbuch-Verlag, München 2009, ISBN 978-3-426-78330-6
  - 2002 (Ausg. 2003)–2006 (Ausg. 2007) unter dem Titel Der große Konz … 1000 ganz legale Steuertricks.
  - 1983–2001 (Ausg. 2002) unter dem Titel 1000 ganz legale Steuertricks. Für alle, die zuviel Lohn- und Einkommensteuer zahlen.
- Konz. Das Arbeitsbuch zur Steuererklärung 2009, 2010. (zusammen mit Friedrich Borrosch; erscheint seit 2007 [Ausg. 2007/08] als „Konz – Das Arbeitsbuch zur Steuererklärung [Jahreszahlen]“ jährlich fortlaufend), Knaur-Taschenbuch-Verlag, München 2009, ISBN 978-3-426-78323-8
  - 1990 (Ausg. 1990/91)–2006 (Ausg. 2006/07) unter dem Titel Der kleine Konz. Das Arbeitsbuch zu den 1000 Steuertricks.
- Konz. Die Steuererklärung mit ELSTER. (zusammen mit Friedrich Borrosch), Knaur-Taschenbuch-Verlag, München 2010, ISBN 978-3-426-78322-1
  - 2009 unter dem Titel Konz. Das Arbeitsbuch zum ELSTER-Steuerprogramm.
- Konz Steuersoftware.
- Der Renten-Konz. Das Arbeitsbuch zur Steuererklärung für Rentner und Pensionäre. Knaur-Taschenbuch-Verlag, München 2006, ISBN 3-426-77960-9
- Der große Gesundheits-Konz. Wildkräuter-UrMedizin erfolgreich gegen Krebs, Asthma, Rheuma, Fettsucht, Allergie, multiple Sklerose, Herz- und andere chronische Leiden. Universitas, München 2006, ISBN 3-8004-1314-0
- Die gute Handschrift. Lehrgang der Graphotherapie. Verlag Stefan Wolf, Karlsruhe 1981
- Handbuch der Steuerhinterziehung. (2 Bände), Verlag Stefan Wolf, Karlsruhe 1978
- Charakterbildung und Persönlichkeitsreifung durch Graphotherapie. Verlag Stefan Wolf, Karlsruhe 1970
- Ausgeklügelte Tips reich zu werden, reich zu bleiben. Verlag Stefan Wolf, Karlsruhe 1970 ff.
- Wie schütze ich mich gegen Steuernachzahlung durch Betriebsprüfung? Verlag Stefan Wolf, Karlsruhe 1970 ff.
- Auch das letzte herausgeholt, Herr Steuerberater? Verlag Stefan Wolf, Karlsruhe 1974
- Lehrgang des deutschen Steuerrechts – leichtverständlich dargeboten. Verlag Stefan Wolf, Karlsruhe 1970 ff.
- Spezielle Steuertips für alle Selbständigen. Verlag Stefan Wolf, Karlsruhe 1970 ff.
- Erfolgreiche Steuertips für Angestellte/Arbeiter/Beamte. Verlag Stefan Wolf, Karlsruhe 1970 ff.